# Restigouche
Il Restigouche, in francese Ristigouche è un fiume canadese, che nasce dall'unione dei fiumi Petit Ristigouche e Kedgwick, scorre poi nella valle Matapedia e, dopo circa 200 chilometri, sfocia nel Golfo di San Lorenzo in corrispondenza della Baia dei Calori.